# Логвинов Георгій Павлович
Георгій Павлович Ло́гвинов (нар. 12 лютого 1963, Запоріжжя) — український скульптор.

## Біографія
Народився 12 лютого 1963 року в місті Запоріжжі (нині Україна). Син скульптора Павла Логвинова. Протягом 1978—1980 років навчався у Ленінградському інституті живопису, скульптури та архітектури. У 1986—1988 роках стажувався в майстерні Миколи Срібнюка.

## Творчість

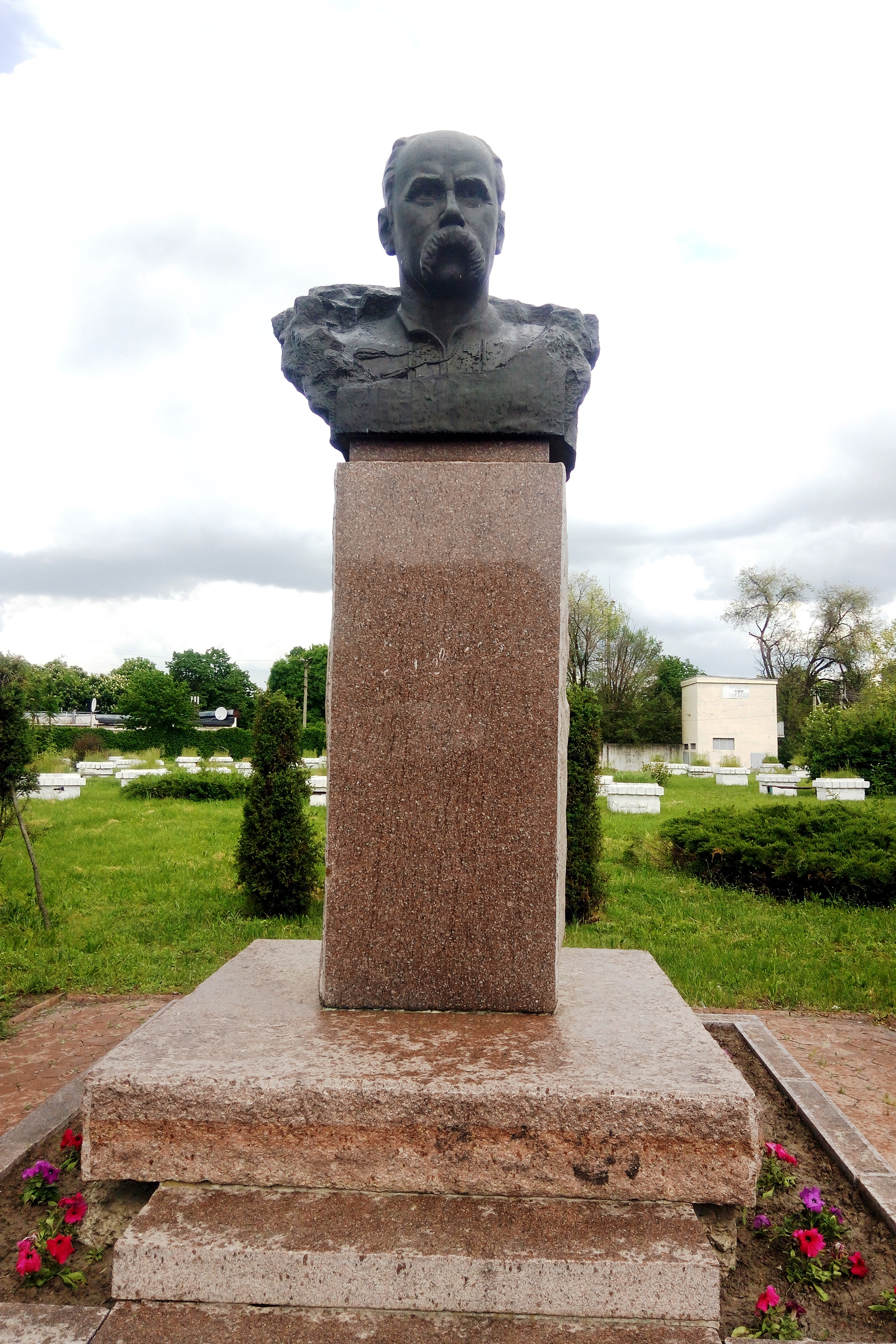
Пам'ятник Тарасові Шевченкові у Царичанці.

Працює у галузях станкової та монументальної скульптури, автор скульптурних композицій, погрудь, пам'ятників. У своїх роботах використовує мармур, граніт, мідь. Серед робіт:
станкові роботи
- композиція «Спадкоємність» (1990; у співавторстві з Павлом Логвиновим);
- погруддя матері (2002);

пам'ятники
- полеглим під час Другої світової війни у місті Орджонікідзе (1995, у співавторстві);
- Тарасові Шевченкові у Царичанці (2001, мідь, граніт, залізобетон; у співавторстві з Павлом Логвиновим)[1];
- Тарасові Шевченкові в Енергодарі (2004, у співавторстві з Павлом Логвиновим)[2].

Бере участь в обласних, всеукраїнських мистецьких виставках з 1980-х років. 